# 彭景
彭景（1450年—？），字叔大，福建興化府莆田縣人，軍籍，明朝政治人物。

## 生平
福建鄉試第七十七名舉人。成化二十三年（1487年）中式丁未科會試第四十四名，二甲第一百名進士。授刑部主事，歷升员外郎、郎中，正德元年（1506年）五月差往南直隶録囚。二年十月升湖廣布政司右參議。

## 家族
曾祖彭仕明；祖父彭孟思；父彭仲英，母翁氏。具庆下。